# Peter Elliott (Schauspieler, III)

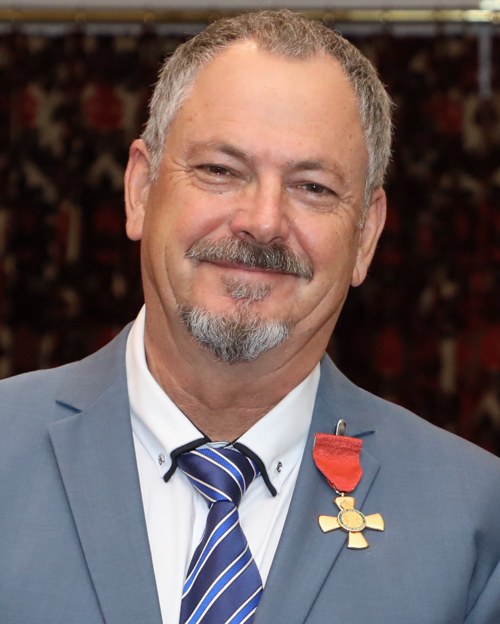
Peter Elliott (2021)

Peter Dennis Elliott ONZM (* 1956 oder 1957 in Christchurch) ist ein neuseeländischer Schauspieler. Ab 1996 wurde er einem breiten, nationalen Publikum durch seine Rolle des Dr. David Kearney in der neuseeländischen Fernsehserie Shortland Street bekannt.

## Leben
Elliott wurde in Christchurch geboren und besuchte die Linwood High School. Er war in mehreren Laienstücken in Christchurch involviert und fand Ende der 1970er Jahre den Weg zum Fernsehen als Kulissenbauer. Im Alter von 23 Jahren schloss er sich 1980 dem Court Theatre, ebenfalls in Christchurch, an. Er ist mit Susan Trainor verheiratet und Vater von drei Kindern.
Mitte der 1980er Jahre feierte Elliott sein Fernsehschauspieldebüt. Für seine Rolle des Rex Redfern in der Fernsehserie Gloss, die er um 1987 verkörperte, wurde er als bester Schauspieler nominiert. Es folgte 1988 die Rolle des Paul Davison in der Miniserie Erebus: The Aftermath. 1994 spielte er im Spielfilm Heavenly Creatures von Peter Jackson die Rolle des Bill Perry. Seit 1996 stellt er in der langläufigen Fernsehserie Shortland Street die Rolle des Dr. David Kearney dar. 2004 spielte er im Actionfilm Maiden Voyage – Jungfernfahrt in den Tod die Rolle des Trevor Denning. 2014 stellte er in fünf Episoden der Fernsehserie Agent Anna die Rolle des Cameron dar und war außerdem als Episodendarsteller in der Fernsehserie Brokenwood – Mord in Neuseeland. Von 2015 bis 2018 verkörperte er in 38 Episoden der Fernsehserie 800 Words die Rolle des William „Bill“ McNamara. Von 2019 bis 2020 stellte er in 14 Episoden der Fernsehserie Westside die Rolle des Frankie Figgs dar und wirkte 2020 außerdem als Stuart McGregor in der Miniserie The Sounds mit.
Bei den New Years Honours 2021 wurde Elliott für Verdienste als Schauspieler und für den Baseball zum Officer of the New Zealand Order of Merit ernannt.

## Filmografie (Auswahl)
- 1984: Carson & Carson (Carson's Law, Fernsehserie, Episode 1x176)
- 1985: Niel Lynne
- 1987: Gloss (Fernsehserie)
- 1988: Erebus: The Aftermath (Miniserie, 4 Episoden)
- 1989: The Shadow Trader (Miniserie, 2 Episoden)
- 1990: Shark in the Park (Fernsehserie, Episode 2x13)
- 1990: Bradburys Gruselkabinett (The Ray Bradbury Theater, Fernsehserie, Episode 4x12)
- 1992: Homeward Bound (Fernsehserie)
- 1993: Deepwater Haven (Fernsehserie)
- 1994: Heavenly Creatures
- 1995: Fallout (Miniserie, 2 Episoden)
- seit 1996: Shortland Street (Fernsehserie)
- 1997: The Bar (Kurzfilm)
- 2002: This Is Not a Love Story
- 2003: Terror Peak – Der Vulkan (Terror Peak, Fernsehfilm)
- 2004: Spooked
- 2004: Maiden Voyage – Jungfernfahrt in den Tod (Maiden Voyage, Fernsehfilm)
- 2005: Interrogation (Fernsehserie, 2 Episoden)
- 2006: Amy's Break (Kurzfilm)
- 2007: We're Here to Help
- 2008: Apron Strings
- 2009: Until Proven Innocent (Fernsehfilm)
- 2011: Bliss (Fernsehfilm)
- 2012: Safe House (Fernsehfilm)
- 2012: The Almighty Johnsons (Fernsehserie, Episode 2x12)
- 2013: Harry (Fernsehserie, 2 Episoden)
- 2014: Agent Anna (Fernsehserie, 5 Episoden)
- 2014: Brokenwood – Mord in Neuseeland (The Brokenwood Mysteries, Fernsehserie, Episode 1x02)
- 2015: Venus and Mars (Fernsehfilm)
- 2015–2018: 800 Words (Fernsehserie, 38 Episoden)
- 2016: Break in the Weather (Kurzfilm)
- 2017: Shepherd
- 2017: Dear Murderer (Fernsehserie, 2 Episoden)
- 2018: Power Rangers Ninja Steel (Fernsehserie, 2 Episoden)
- 2019–2020: Westside (Fernsehserie, 14 Episoden)
- 2020: The Sounds (Miniserie, 7 Episoden)